# 米利安三世
米利安三世（მირიან III）是一位伊比利亞王國的國王，284年取代原本的伊比利亞阿爾薩息王朝登基，在位至361年。米利安三世在位期間聖尼諾來到伊比利亞，米利安三世與王后納納先後昄依了基督教，他與亞美尼亞國王梯里達底三世使基督教成為當時高加索地區的國教。米利安三世去世後，他的孫子薩烏爾馬格二世繼位。

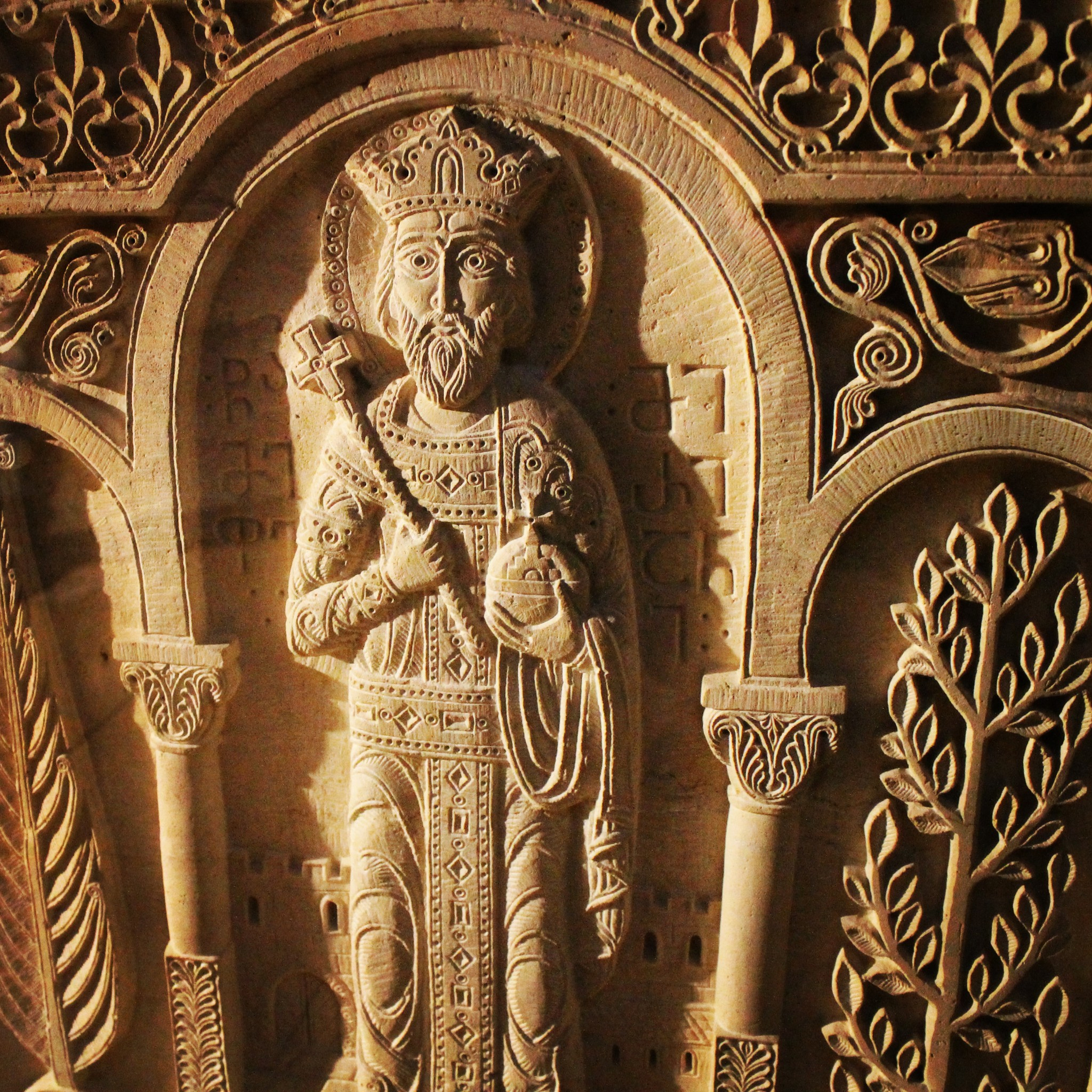
米利安三世